# The International 2019
Navigation
2018
The International 2019 (TI9) constitue la 9e édition de The International et clôt la saison 2018-2019 de Dota 2. Il s'est déroulé à la Mercedes-Benz Arena de Shanghai du 20 au 25 août 2019 et a vu l'équipe d'OG remporté la finale 3 manches à 1 contre Team Liquid.

## Équipes participantes
18 équipes participent au tournoi. Les 12 équipes ayant accumulés le plus de points DPC (Dota Pro Circuit) durant la saison 2018-2019 sont invités. Les 6 dernières places sont attribués au vainqueurs des tournois qualificatifs régionales.

### Invitations via DPC
Les 12 équipes invités sont :
| Rang | Équipe            | Points DPC |
| 1    | Team Secret       | 14400      |
| 2    | Virtus.pro        | 13500      |
| 3    | Vici Gaming       | 11250      |
| 4    | Evil Geniuses     | 6825       |
| 5    | Team Liquid       | 5820       |
| 6    | PSG.LGD           | 5040       |
| 7    | Fnatic            | 2880       |
| 8    | Ninjas in Pyjamas | 2620       |
| 9    | TNC Predator      | 2046       |
| 10   | OG                | 1218       |
| 11   | Alliance (en)     | 1179       |
| 12   | Keen Gaming       | 1140       |

### Qualifications régionales
Les 6 équipes qualifiées sont :
| Équipe              | Région            |
| Newbee              | Amérique du Nord  |
| Infamous            | Amérique du sud   |
| Chaos Esports Club  | Europe de l'ouest |
| Natus Vincere       | Europe de l'est   |
| Royal Never Give Up | Chine             |
| Mineski             | Asie du sud-est   |

## Déroulement du tournoi

### Phase de poule
Chaque équipe rencontre toutes les autres équipes de la poule en 2 manches (Bo2).
La victoire (2-0) rapporte 2 points, la nulle (1-1) rapporte 1 point et la défaite (0-2) rapporte 0 point.
Les équipes terminant aux 4 premières places du groupe se qualifient pour l'arbre final directement par le haut.
L'équipe terminant à la dernière place est éliminée.
Quant aux 4 autres équipes, elles sont qualifiées pour l'arbre final par le bas.

#### Poule A
| Rang | Équipe             | Gagné | Nul | Perdu | Points |
| 1    | PSG.LGD            | 5     | 3   | 0     | 13     |
| 2    | Team Secret        | 4     | 3   | 1     | 11     |
| 3    | Newbee             | 2     | 5   | 1     | 9      |
| 4    | TNC Predator       | 2     | 5   | 1     | 9      |
| 5    | Alliance (en)      | 1     | 6   | 1     | 8      |
| 6    | Mineski            | 2     | 4   | 8     | 8      |
| 7    | Team Liquid        | 2     | 2   | 4     | 6      |
| 8    | Keen Gaming        | 2     | 1   | 5     | 5      |
| 9    | Chaos Esports Club | 3     | 3   | 5     | 3      |

#### Poule B
| Rang | Équipe              | Gagné | Nul | Perdu | Points |
| 1    | OG                  | 6     | 2   | 0     | 14     |
| 2    | Vici Gaming         | 4     | 3   | 1     | 11     |
| 3    | Evil Geniuses       | 3     | 3   | 2     | 9      |
| 4    | Virtus.pro          | 3     | 2   | 3     | 8      |
| 5    | Infamous            | 1     | 5   | 2     | 7      |
| 6    | Fnatic              | 3     | 1   | 4     | 7      |
| 7    | Natus Vincere       | 2     | 3   | 3     | 7      |
| 8    | Royal Never Give Up | 2     | 2   | 4     | 6      |
| 9    | Ninjas in Pyjamas   | 0     | 3   | 5     | 3      |

## Classement final du tournoi
| Rang  | Équipe              | Gain         |
| 1     | OG                  | 15 629 870 $ |
| 2     | Team Liquid         | 4 465 677 $  |
| 3     | PSG.LGD             | 3 091 623 $  |
| 4     | Team Secret         | 2 061 082 $  |
| 5-6   | Evil Geniuses       | 1 202 298 $  |
| 5-6   | Vici Gaming         | 1 202 298 $  |
| 7-8   | Infamous            | 858 784 $    |
| 7-8   | Royal Never Give Up | 858 784 $    |
| 9-12  | Virtus.pro          | 687 027 $    |
| 9-12  | TNC Predator        | 687 027 $    |
| 9-12  | Newbee              | 687 027 $    |
| 9-12  | Mineski             | 687 027 $    |
| 13-16 | Alliance (en)       | 515 270 $    |
| 13-16 | Fnatic              | 515 270 $    |
| 13-16 | Keen Gaming         | 515 270 $    |
| 13-16 | Natus Vincere       | 515 270 $    |
| 17-18 | Chaos Esports Club  | 85 878 $     |
| 17-18 | Ninjas in Pyjamas   | 85 878 $     |

## Médiatisation
L'organisateur du tournoi Valve réalise un reportage suivant de l'intérieur les équipes participants à la grande finale du tournoi intitulé « True Sight ».